# 川辺直哉
川辺 直哉（かわべ なおや、1970年（昭和45年 - ）は、日本の建築家。川辺直哉建築設計事務所主宰。また、東京理科大学、法政大学、芝浦工業大学、広島工業大学、東京電機大学、神奈川大学の非常勤講師を務める。

## 略歴
1970年（昭和45年）、神奈川県に生まれる。1994年（平成6年）に東京理科大学工学部建築学科を卒業、1996年（平成8年）に東京芸術大学大学院修士課程を修了した。翌1997年（平成9年）から2001年（平成13年）まで4年間石田敏明建築設計事務所に在籍ののち、2002年（平成14年）に川辺直哉建築設計事務所を設立、現在に至る。

## おもな作品
- 上中里の集合住宅
- 恵比寿の長屋
- 上野毛ハウス
- LUZ白金
- 北浦和VALLEY
- プリズミックギャラリー

## 受賞歴
- 2004年 - 東京建築士会主催住宅建築賞「住宅建築賞」（上中里の集合住宅）
- 2004年 - グッドデザイン賞受賞（上中里の集合住宅）
- 2005年 - グッドデザイン賞受賞（厚木の集合住宅A）
- 2006年 - グッドデザイン賞受賞（恵比寿の長屋）
- 2007年 - グッドデザイン賞受賞（Lumie）
- 2009年 - 日本建築学会作品選奨（恵比寿の長屋）
- 2009年 - グッドデザイン賞受賞（大井の集合住宅)
- 2009年 - グッドデザイン賞受賞（上野毛ハウス)
- 2010年 - 第31回INAXデザインコンテスト「銀賞」（上野毛ハウス）
- 2010年 - グッドデザイン賞受賞（上野毛ハウス)  (TOYOI 6)
- 2011年 - グッドデザイン賞受賞（丘テラス神楽坂）
- 2012年 - 東京建築士会主催住宅建築賞「住宅建築賞」（LUZ白金）
- 2012年 - グッドデザイン賞受賞（北浦和VALLEY）
- 2012年 - 日本建築学会作品選奨（上野毛ハウス）
- 2013年 - グッドデザイン賞受賞（祐天寺の長屋）
- 2014年 - グッドデザイン賞受賞（コモレビテラス井の頭）
- 2016年 - グッドデザイン賞BEST100受賞（鎌倉材木座の住宅）